# Щипавка середня
Щипавка середня (Apterygida media) — вид щипавок з родини справжніх щипавок (Forficulidae).

## Поширення
Ареал виду охоплює значну частину Європи. Від Франції на заході та південної частини Англії на північному заході ареал простягається через Центральну Європу до Росії на північному сході, України на сході та Болгарії на південному сході. На півночі вид трапляється на півдні Норвегії , Швеції та Фінляндії. На півдні ареал обмежений Середземним морем.